# Петровские сады
Петро́вские сады́ — малоэтажный жилой комплекс на территории Колтушского сельского поселения Всеволожского района Ленинградской области общей площадью 33 га (280 участков). Расположен рядом с автодорогой Новая Пустошь — Дубровка за деревней Хапо-Ое справа от съезда в карьер «Манушкино». Соединён грунтовой автодорогой с деревней Манушкино.
Девелопером проекта выступал «Петромар Девелопмент» (также разрабатывавший проекты посёлков «Пять холмов» и «Мариньи»), непосредственные строительные работы вело ООО «Прогресс». В ноябре 2009 года ОАО КБ «Мастер-банк» выделило последнему кредит в размере 920 млн рублей на постройку и продажу 753 коттеджей под залог соответствующих земельных участков общей площадью 100 га. Первая и вторая очереди включали 280 участков, остальные в третьей и четвёртой. До 40 % от общей площади посёлка планировалось выделить под дороги и общественных зоны. Первые жильцы заселились летом 2011 года, покупателям предоставлялись ипотечные кредиты по ставке 8,5 % годовых сроком до 20 лет.
После отзыва у банка лицензии в ноябре 2013 года, «Прогресс» не смог продолжить свою деятельность и вовремя погасить задолженность. 15 сентября 2014 года внешний управляющий банка, в лице представителя Агентства по страхованию вкладов, выиграл процесс в арбитражном суде о взыскании с застройщика 959 млн руб. «Прогресс» инициировал процесс признания себя банкротом, в январе 2015 года в отношении него введена процедура наблюдения, а в августе — начато конкурсное производство. Имущество должника было выкуплено компанией ООО «Сосновое», по сведениям Делового Петербурга действующей в интересах бывших собственников проекта Владимира Малышева и Михаила Дудина .